# Dill l'uccisore
Dill l'uccisore è un film statunitense diretto da Lewis D. Collins.

## Trama
Johnny Dill è un modesto commerciante di biancheria femminile che sogna di poter avere una compagna ma è troppo timido per riuscire ad avvicinarne una. Anche Judy, la sua vecchia amica d'infanzia, lo allontana perché affascinata dal suo migliore amico William Allen, intraprendente avvocato. Una sera, al cinema con la sua impiegata Millie Gardner, si rende conto che la donna è incredibilmente attratta dall'audacia e dalla prepotenza del gangster sullo schermo e decide di imitarne l'atteggiamento e l'aspetto per provare a farsi avanti con più successo.
Qualche sera più tardi si reca in un locale malfamato e nota con soddisfazione che il suo nuovo ruolo desta nelle donne un interesse insolito, ma recita così bene la parte da rimanere invischiato in una situazione compromettente quando alcuni veri gangster nascondono un cadavere in un baule del suo negozio di biancheria. Scoperto dalla polizia, Dill aggrava la sua condizione con la sua goffaggine, ma ormai l'opinione pubblica lo addita come Dill l'uccisore. Accusato di omicidio, al processo si salva grazie alla difesa del suo amico avvocato e al buon senso dei giurati, ma continua a ricevere manifestazioni sia di odio che di ammirazione, fino al giorno in cui il vero assassino viene scoperto e Dill può finalmente riagganciare la vecchia amica Judy.